# 博耶羅斯

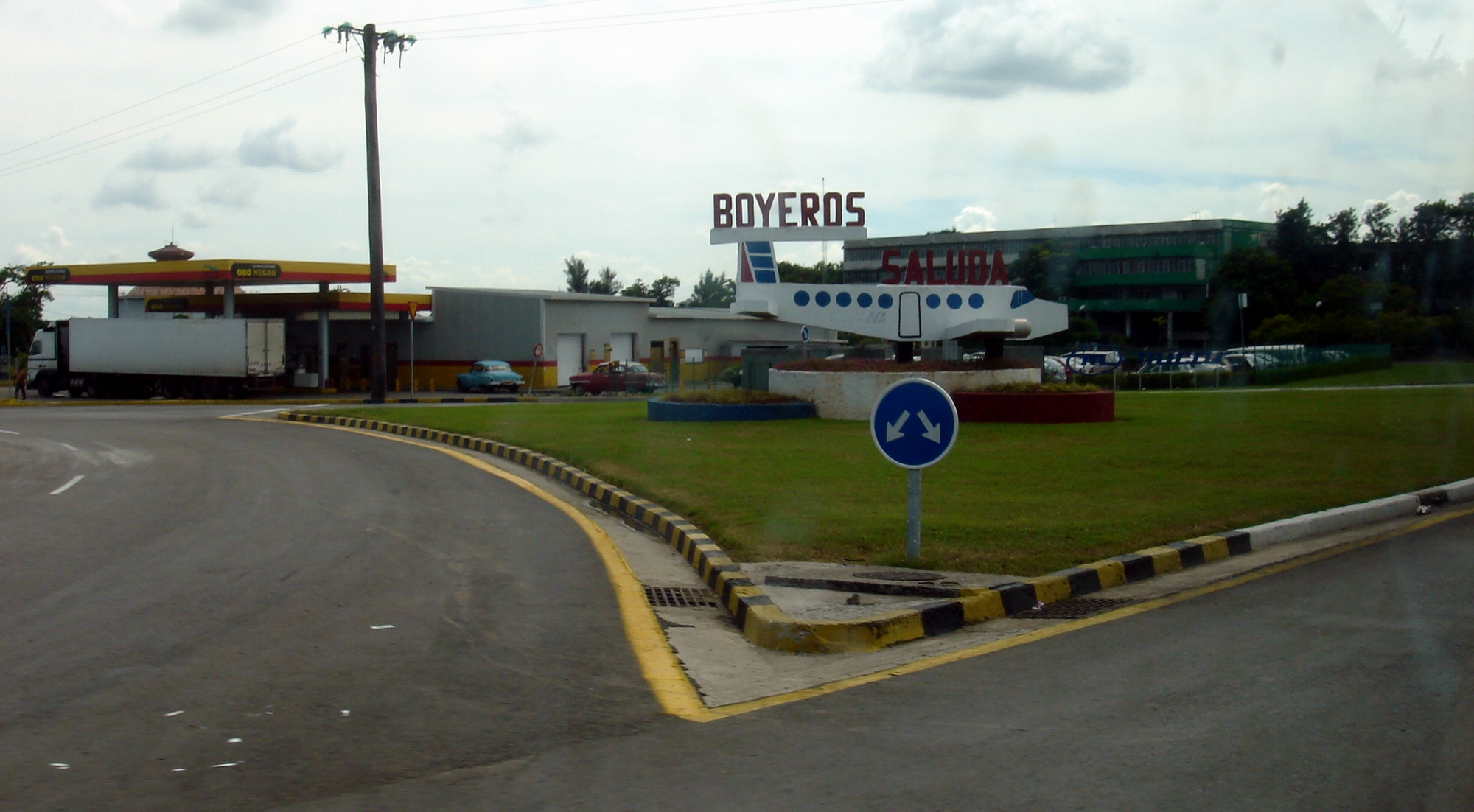

博耶羅斯是古巴首都哈瓦那的一个区，面積134平方公里，海拔高度65米，2004年人口普查數為188,593，人口密度為每平方公里1,407.4人。哈瓦那的何塞·马蒂国际机场即位于该区。